# Ernesto Paulo
Ernesto Paulo Ferreira Calainho, noto semplicemente come Ernesto Paulo (Rio de Janeiro, 2 febbraio 1954), è un allenatore di calcio ed ex giocatore di calcio a 5 brasiliano che ha guidato la nazionale maschile under 20 di calcio del Brasile al campionato mondiale di calcio Under-20 1991.

## Carriera

### Allenatore
Iniziò ad allenare nel 1986 con il Rio Negro, passando poi al Tuna Luso ed allenando nel 1991 il Botafogo, prima squadra di rilievo della sua carriera manageriale. Nello stesso anno gli fu assegnata la panchina del Brasile under 20, con cui vinse il Sudamericano Sub-20 e si qualificò così al Mondiale di categoria. Nel 1992 prese le redini del Clube de Futebol União di Madera, squadra militante nel campionato di calcio portoghese. Nel 1998 allenò l'Iraty e l'XV de Piracicaba. Nel 2008 allena il Campo Grande.

## Palmarès

### Nazionale
- Sudamericano Sub-20: 1

1991